# Csém
Csém ist eine ungarische Gemeinde im Kreis Komárom im Komitat Komárom-Esztergom.

## Geografische Lage
Csém liegt 27 Kilometer nordwestlich des Komitatssitzes Tatabánya und 7 Kilometer südwestlich des Zentrums der Kreisstadt Komárom. Nachbargemeinden sind Mocsa, Kisigmánd und Ács.

## Geschichte
Bis 1946 gehörte Csém zu Mocsa, danach zu Kisigmánd, ab 1971 zu Nagyigmánd. Seit 1989 ist der Ort eine eigenständige Gemeinde. 

## Sehenswürdigkeiten
- Denkmal zur Staatsgründung
- Römisch-katholische Kirche Szent Anna
- Szent-Anna-Statue und Jesus-Statue vor der Kirche

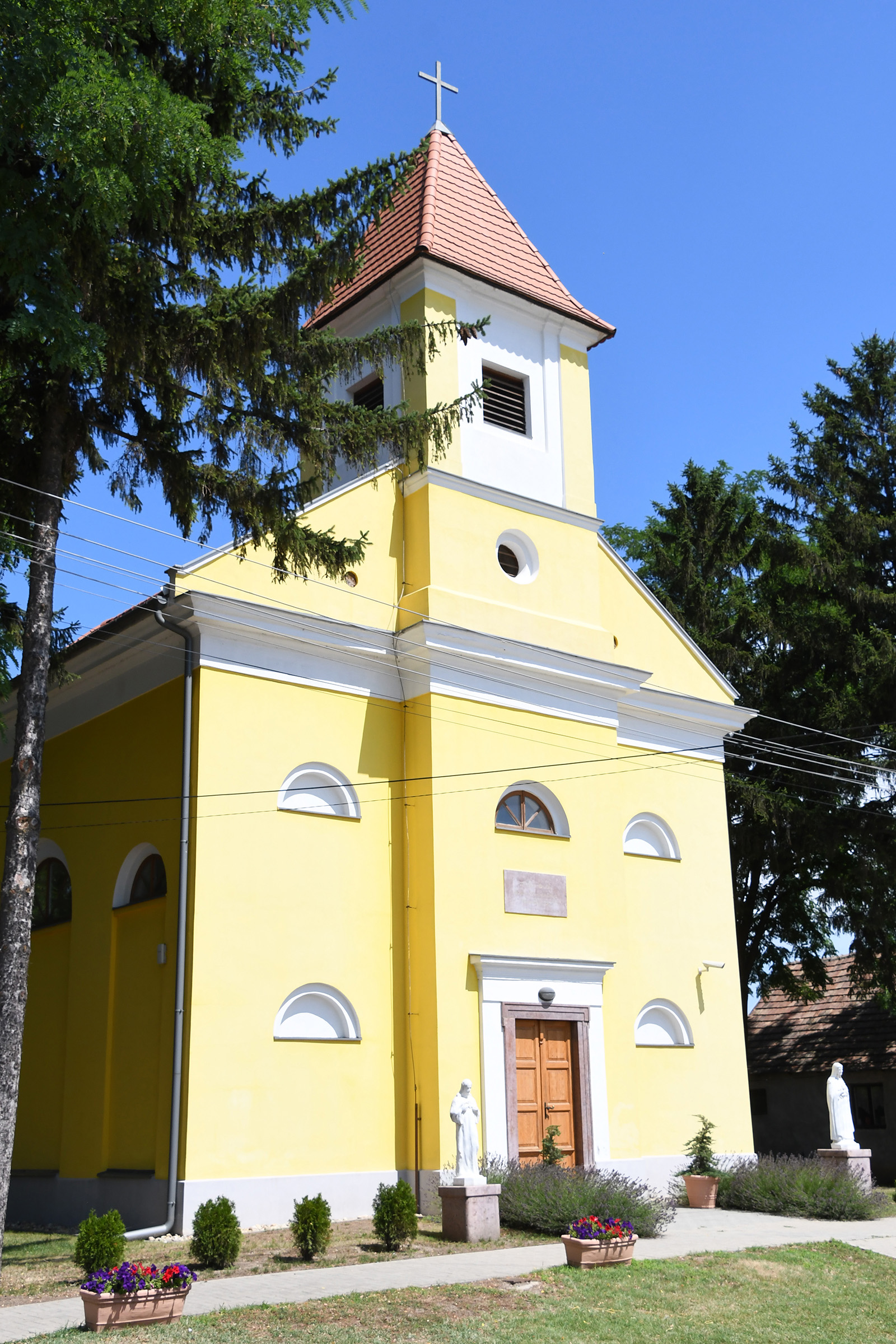
Römisch-katholische Kirche Szent Anna
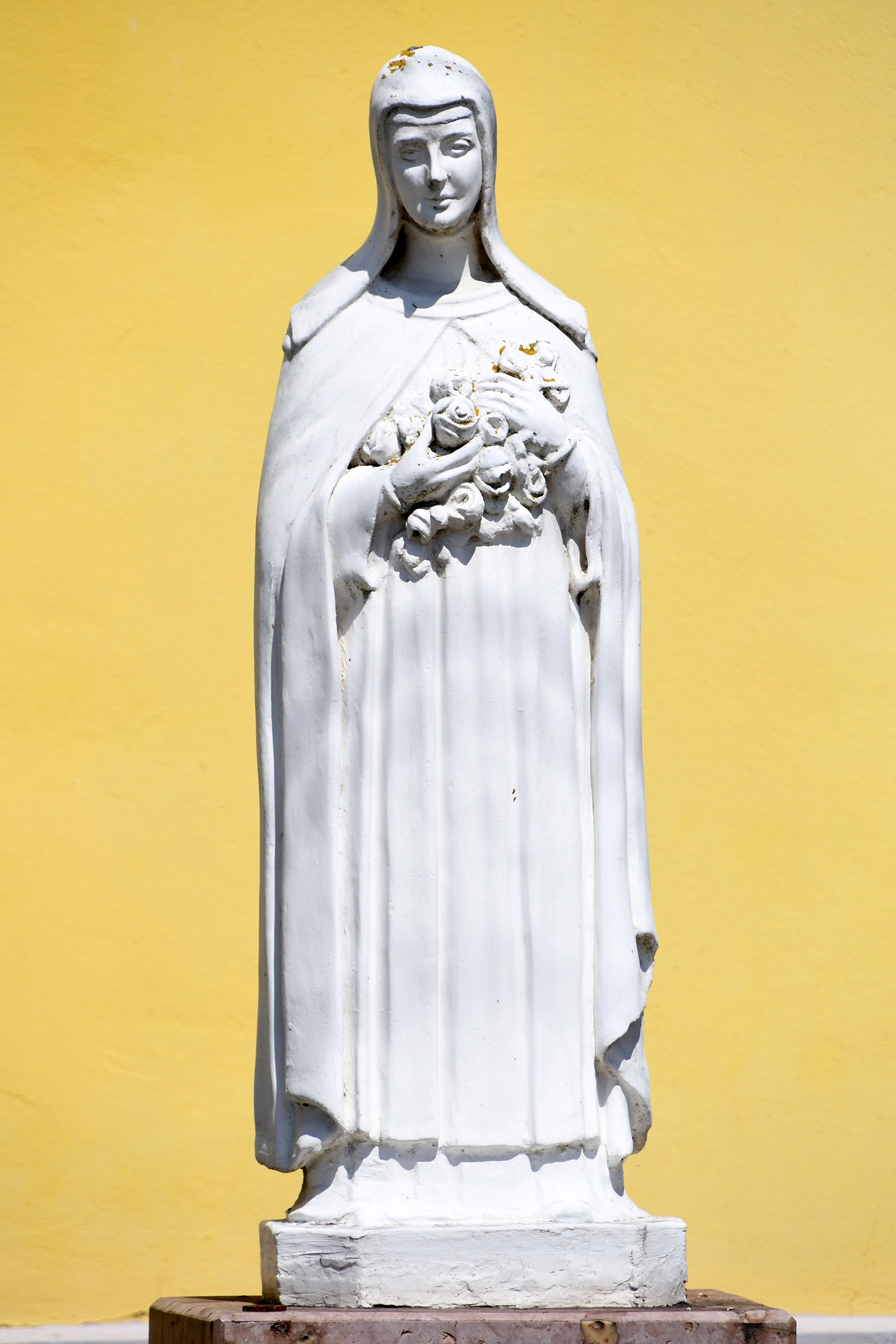
Szent-Anna-Statue
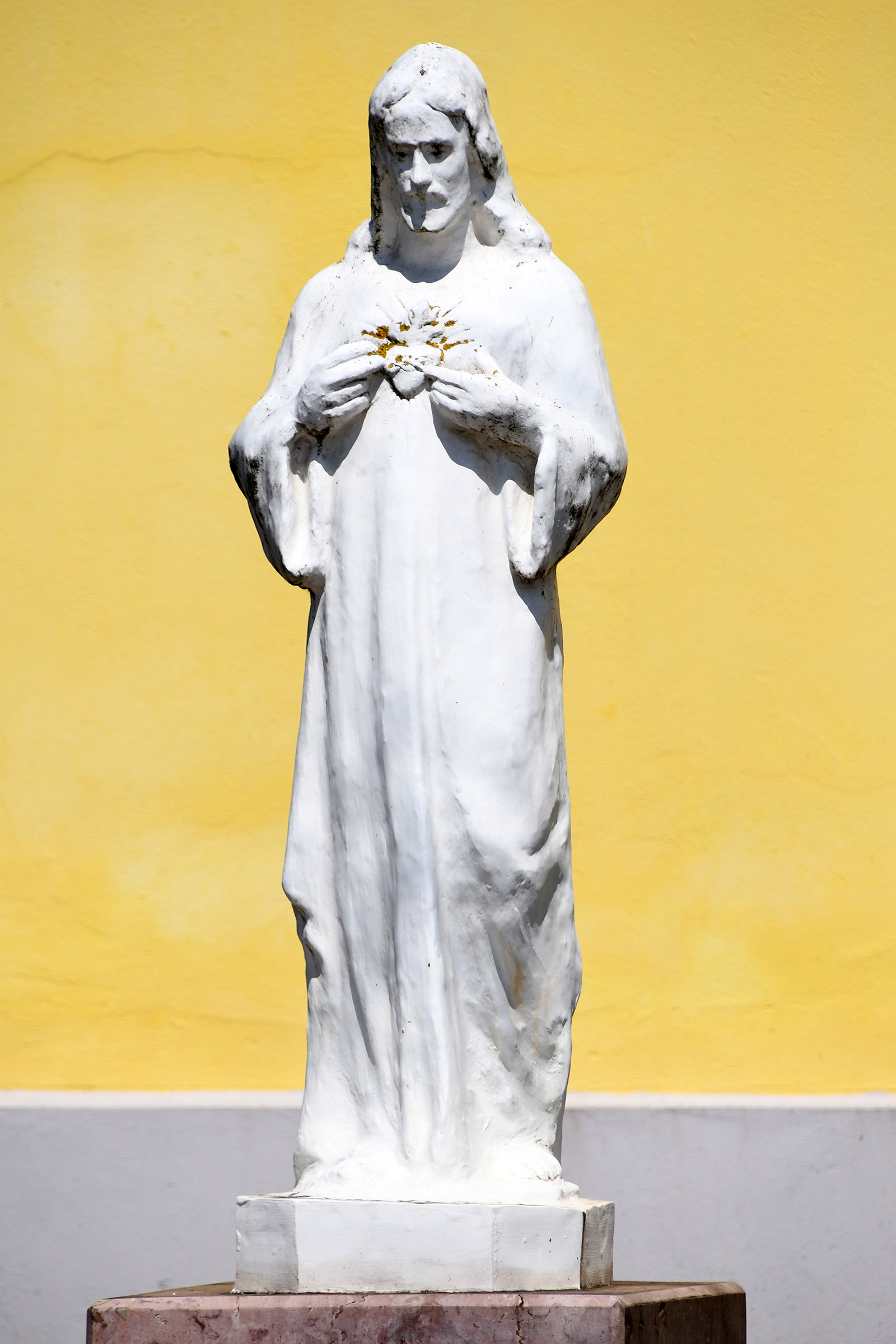
Jesus-Statue
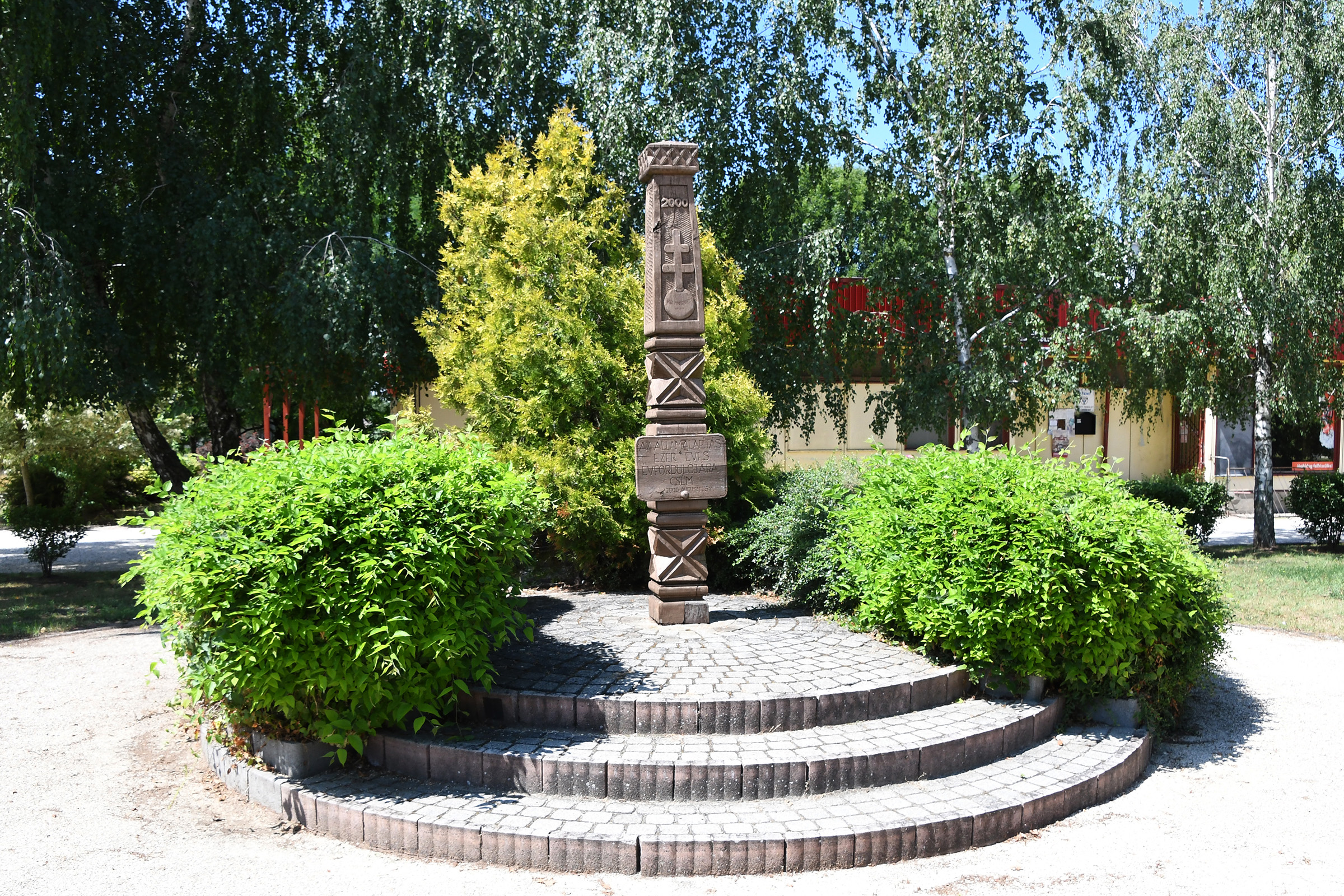
Denkmal zur Staatsgründung

## Wirtschaft
In dem landwirtschaftlich geprägten Ort spielen Pferde- und Viehzucht sowie der Anbau von Zuckerrüben eine wichtige Rolle.

## Verkehr
Östlich von Csém verläuft die Hauptstraße Nr. 13, südlich der Gemeinde die Autobahn M1. 
Es bestehen Busverbindungen nach Komárom, über Nagyimánd nach Bábolna sowie nach Kisbér. Der nächstgelegene Bahnhof befindet sich Komárom.